# Else Mauhs

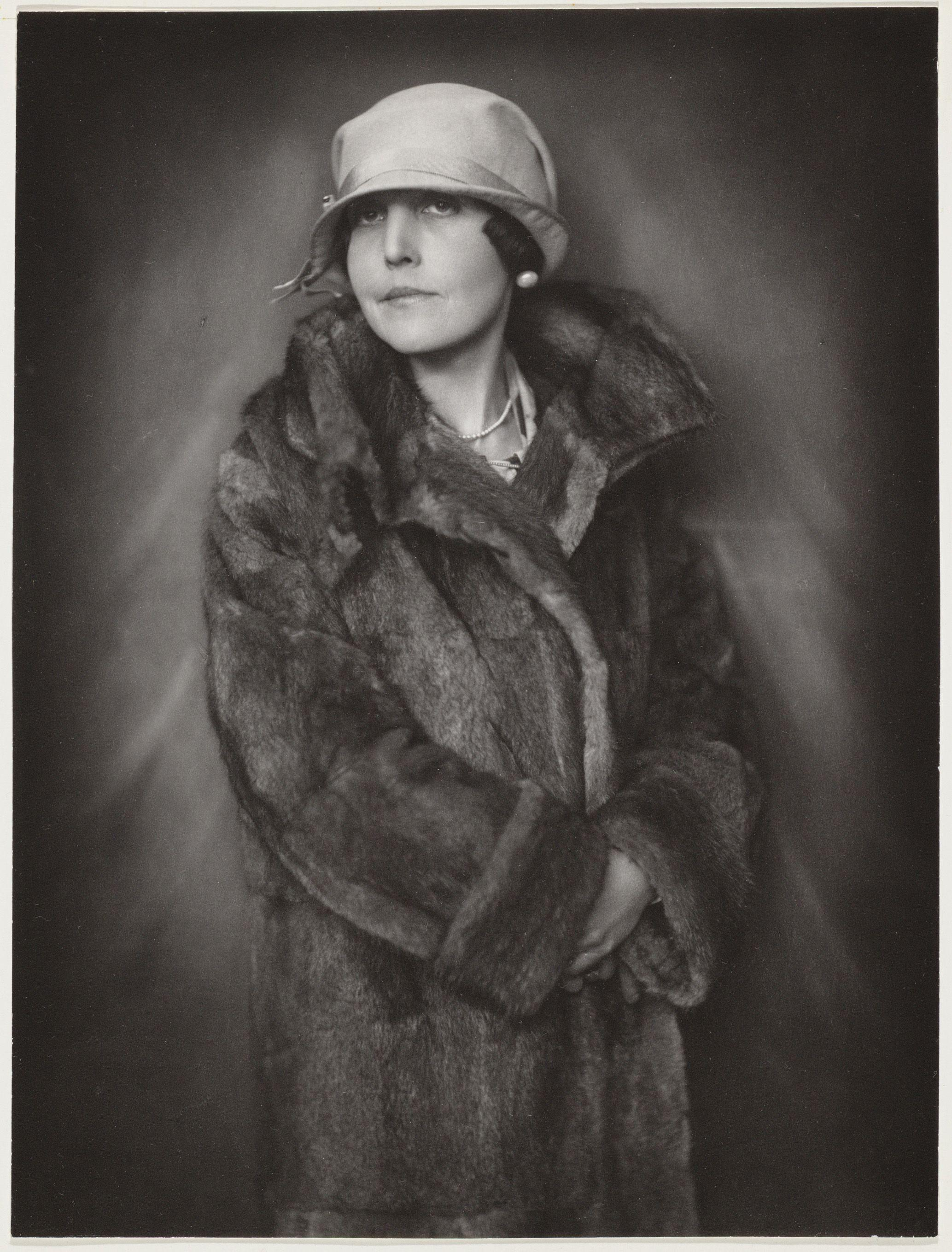
Else Mauhs

Alwine Julie Else Mauhs (geboren 25. Januar 1885 in Mülheim an der Ruhr; gestorben 22. Januar 1959 in Amsterdam) war eine niederländische Schauspielerin.

## Leben

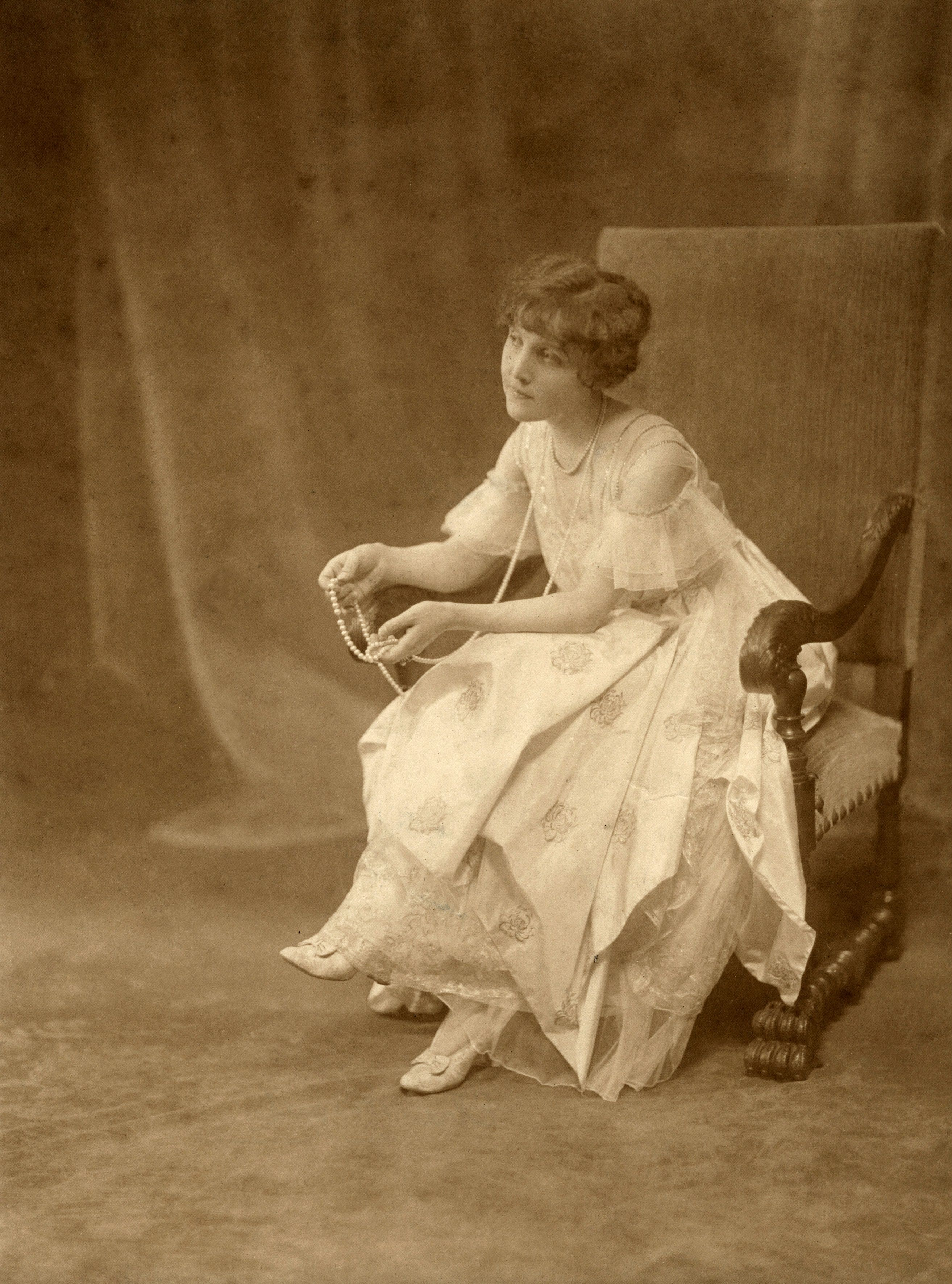
Else Mauhs, 1918

Else Mauhs wurde am 25. Januar 1885 in Mülheim an der Ruhr geboren. Sie war die Tochter des Bildhauers Heinrich Mauhs (gest. vor 1899) und von Auguste Künzel. Ihr Vater starb drei Monate vor ihrer Geburt und ihre Mutter heiratete 1899 den Amsterdamer Geschäftsmann Carolus Ronsdorf. In diesem Jahr zog Else Mauhs an die Lijnbaansgracht in Amsterdam, wo sie die Schule für Gesang und darstellende Kunst besuchte. Anschließend studierte sie Konzertgesang bei Cateau Esser und Schauspiel bei Hermann Schwab. Sie lehnte ein Engagement beim französischen Theaterinnovator und Theaterregisseur André Antoine ab und debütierte 1903 bei Het Rotterdamsch Tooneel in Muisje von Pailleron. Während dieser Zeit hungerte sie sich mit Obst- und Zitronensaftdiäten aus, um so schlank zu werden wie ihr französisches Idol Sarah Bernhardt. Ab 1910 lebte sie unverheiratet mit dem wohlhabenden jüdischen Geschäftsmann Max Poons zusammen, mit dem sie 1912 die Tochter Inga bekam. Mauhs und Poons heirateten am 3. Oktober 1915 in Rotterdam und Poos erkannte die Vaterschaft an. Ihre Beziehung dauerte bis 1925.

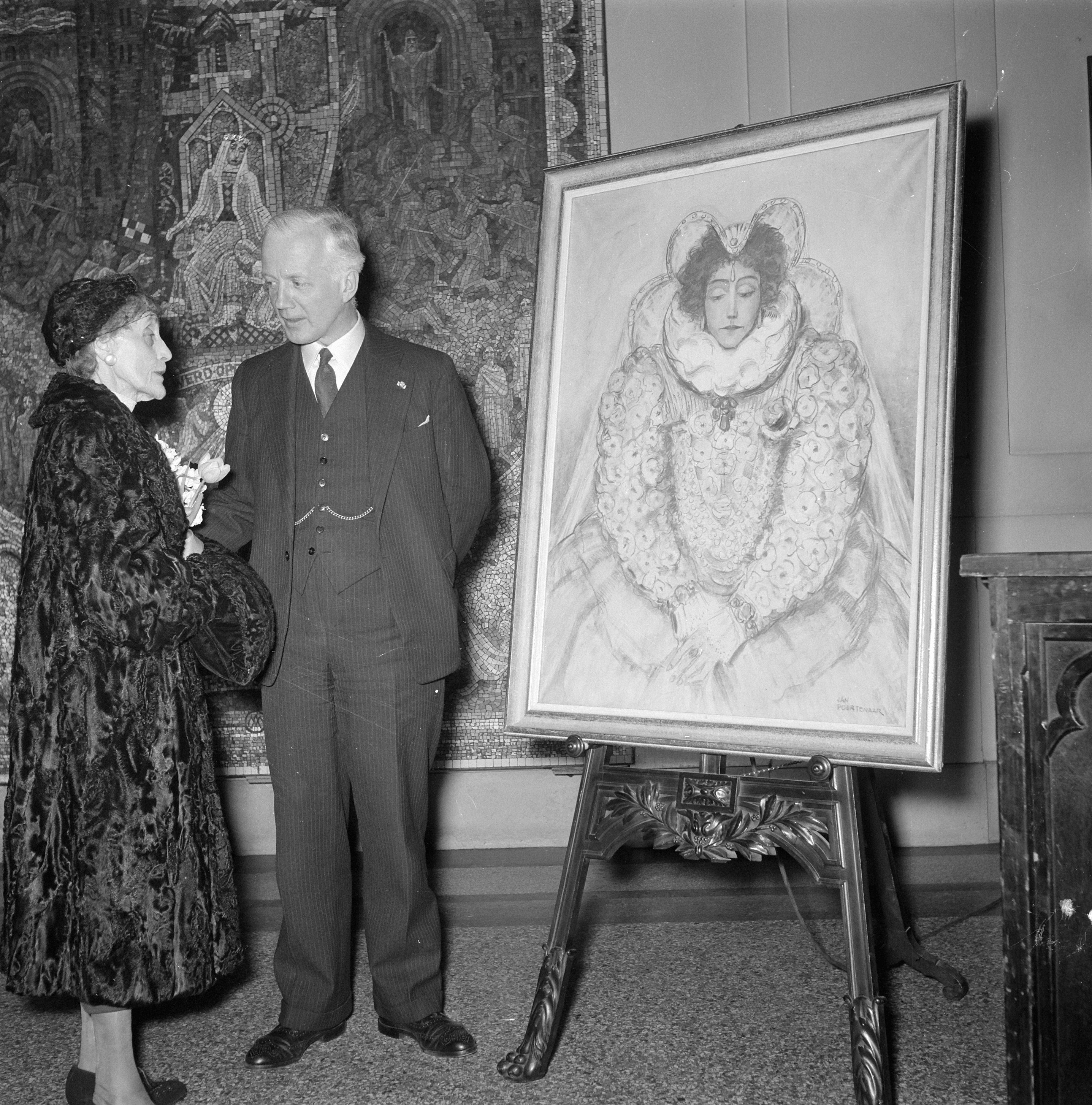
Else Mauhs beim Amsterdamer Bürgermeister Arnold Jan d’Ailly, 1957

Bis 1917 spielte Mauhs in deutschen und französischen Komödien, dies bis 1912 unter der Regie von Louis Moor. Als Eduard Verkade sie eine Saison lang inszenierte, entdeckte er ihr tragisches Talent. Dem Het Hofstad-Tooneel von Cor van der Lugt Melsert trat sie 1917 bei und spielte mit psychologischem Scharfsinn Hauptrollen in modernen niederländischen Theaterstücken, etwa die Titelrolle in Eline Vere des Ehepaars Couperus. 1919 trat sie der „Royal Association Het Nederlandsch Tooneel“ in Amsterdam bei, die erste Saison unter Verkade und dann ein weiteres Jahr unter Willem Royaards. In den Jahren 1921–1922 spielte sie erneut unter Verkade, der ihr bei De Haghespelers mehr Raum gab, unter anderem in Njoe von O. Dymow (1922). In den folgenden Jahren hatte sie Engagements bei Cor Ruys (1922–1924), Verkade, bei Het Rotterdamsch-Hofstadtooneel (1925–1928) und eine endlose Reihe von Gastrollen.
Von 1927 bis 1929 unterrichtete sie zwei Jahre an der Schauspielschule. Erst als sie 1933 zusammen mit Ko Arnoldi und Jan Musch ihre eigene Firma „Het Masker“ gründete, hatte sie größere Erfolge. Ihre eindrucksvollste Kreation war die Titelrolle in André Jossets Elisabeth, die Frau ohne Mann: die Königin von England, die ihren geliebten Grafen Essex zum Tode verurteilt und in der Schlussszene völlig verstört die Ursache ihres Kindheitstraumas offenbart. 1934 erhielt Mauhs von ihrer Kollegin Theo Mann-Bouwmeester den nach ihr benannten Ring als Anerkennung für ihr Spiel.
Die Hungerdiäten zu Beginn ihrer Karriere hatten Else Mauhs’ Gesundheit schwer beeinträchtigt. In den 1930er Jahren wog sie nur noch 77 Pfund und musste wiederholt Auftritte absagen. 1940 zog sie sich vollständig von der Bühne zurück. Während der Besatzungsjahre lehnte sie eine Mitgliedschaft in der Kulturkammer grundsätzlich ab. Als sie erfuhr, dass ihr jüdischer Mann, von dem sie getrennt lebte, in das Durchgangslager Westerbork deportiert worden war, ging sie selbst zum Sicherheitsdienst, um seine Freilassung zu erwirken. Mit ihrem schauspielerischen Talent und ihrem seit Jahren einwandfreien Deutsch ist ihr dies gelungen.
In den Jahren 1947–1948 unterrichtete Mauhs erneut an der Schauspielschule. Sie trat gelegentlich für Radio Herrijzend Nederland auf und noch einmal als Elisabeth beim 60-jährigen Jubiläum des Stadsschouwburg Amsterdam im Jahr 1954. Else Mauhs starb kurz vor ihrem 74. Geburtstag am 22. Januar 1959.